# William Sherman Jennings
William Sherman Jennings (Walnut Hill, 24 marzo 1863 – St. Augustine, 27 febbraio 1920) è stato un politico statunitense. Fu il 18º governatore della Florida dal 1901 al 1905.